# Sara Tunes
Sara Agudelo Restrepo (Medellín, Colombia, 5 de octubre de 1989), más conocida como Sara Tunes, es una cantante, compositora, Dj, productora, bailarina, modelo y presentadora de TV colombiana, de géneros pop latino, pop, dance, dubstep y eurodance, su carrera se desarrolla entre Estados Unidos y Colombia. Sara Tunes es muy integrada con el sello discográfico. Ella tiene muchas canciones con Fainal & Rooters.
Debutó como solista Dance Pop en el año 2010, y en el 2014 integró el dúo de EDM y House F4ST con su compañero Fainal.

## Carrera

### Infancia y juventud

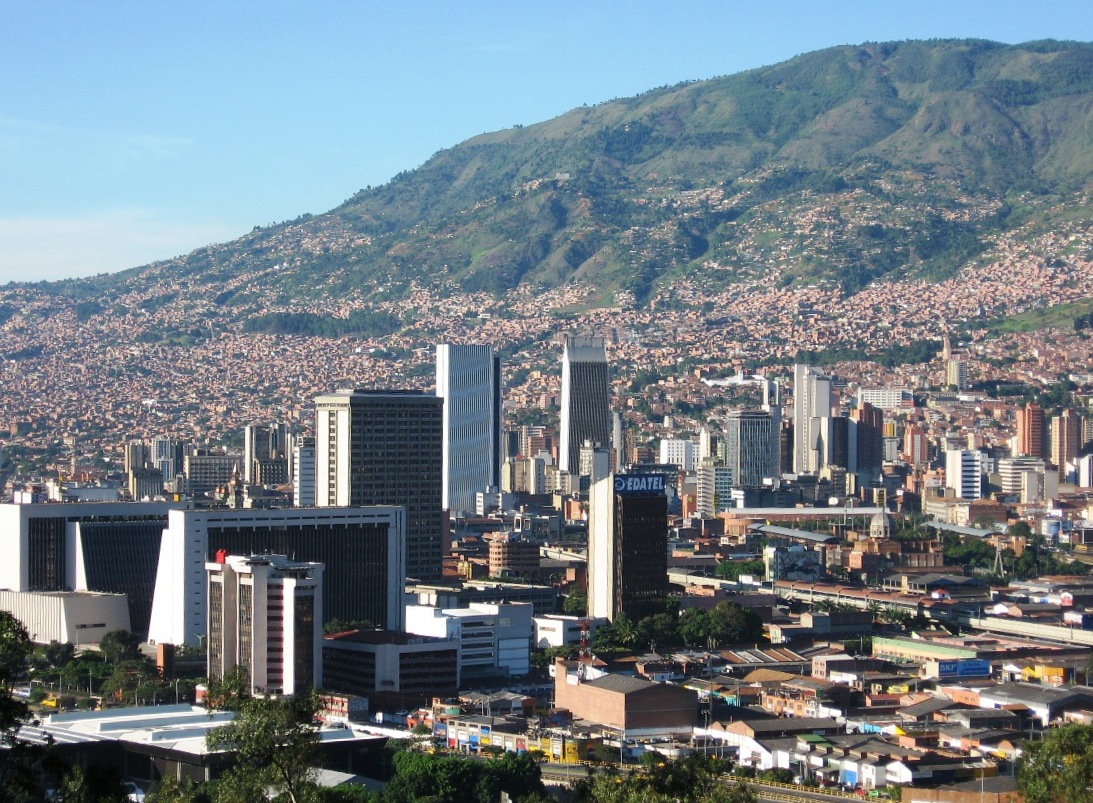
Medellín, ciudad de origen de la cantante.

Nació el 5 de octubre de 1989 en Colombia, en la ciudad de Medellín. Tiene ascendencia colombiana y estadounidense, a la edad de 10 años graba su primer disco junto al coro llamado Estrella de la Mañana. Sara fue la solista principal de aquel coro. En 2001 aún como parte del mismo coro grabó su primera reproducción en los estudios Discos Dago con el nombre de Villancicos para todas las épocas.
Este álbum fue comercializado solo en Medellín y en Bogotá en época navideña. Dos años más adelante tuvo participación en el concurso «Festival de la Canción en Inglés en Medellín», realizado en Santa María del Rosario, donde resultó ganadora dándole la posibilidad de grabar un álbum compilatorio de grandes sencillos y canciones de famosos artistas tales como Britney Spears, Rihanna, Michael Jackson, y Céline Dion. En 2006 Sara a la edad de quince años grabó el álbum titulado ¿Para Qué? con el nombre de Sara y con la firma Small Beat Music. Sara ha crecido en los Estados Unidos, realizando conciertos y estadios en vivo. En estos momentos esta en los Estados Unidos trabajando en su dúo con Fainal, F4ST music. 
Aparte de esto, Sara Tunes ha compartido escenario con artistas como Noel Schajris, Juan Fernando Velasco, Andrés Cepeda, Alberto Plaza, Fanny Lu, Janeth, Rudi Lascala, Manolo Galván, Tormenta, Tinto y FRIO en diferentes actuaciones, y también tuvo la oportunidad de presentarse junto a Andrea Bocelli en Panamá.

### 2010:Butterfly
En 2010 firma con EMI Music Colombia, de esta manera empieza la producción de su álbum Butterfly, bajo su sello. Lanzado en todo el país y de manera internacional
En el mismo año, comienza su gira de medios y conciertos, promocionando su álbum alrededor de Colombia.
Butterfly fue grabado en los estudios de EMI en Colombia, pero más tarde se envió este material a Miami, Estados Unidos en donde se hicieron ajustes finales, las versiones de lujo del álbum se grabaron en esta misma ciudad.
El 13 de julio de 2010 se lanzó al mercado radial nacional el sencillo «Así te amo», donde grabó un vídeo musical hecho en Medellín, entró al top 40 debutando en la posición veinte y dos semanas después ascendiendo al puesto número uno y posicionándose por tres semanas consecutivas de 40 Principales superando a «Till the World Ends» de Britney Spears, su vídeo fue premiado en el 2010 como el mejor vídeo del año en Colombia por una artista del género pop, ingreso al top de Los 10 más pedidos de MTV por varias semanas consecutivas.
Después de obtener un marcado reconocimiento con su videoclip «Así te amo» y con el lanzamiento de su álbum, los medios de comunicación empiezan a bautizarla como la «reina del pop colombiano». Poco después se lanzó «Lento» que se anunció como el segundo sencillo del álbum. Aunque el sencillo no presentó vídeo musical en los portales de internet se han colocado varios demo con la pista de la canción. Más tarde lanza «Tú» a dúo con Golpe a Golpe.

### 2011-presente:XOXOe internacionalización
Aunque no se ha perpetrado la fecha exacta para el lanzamiento de su segundo álbum XOXO la cantante lanzó su primer sencillo titulado «XOXO» que se lanzó el día 22 de septiembre en las cadenas radiales de Colombia, El 6 de junio de 2012 la cantante lanza «Beautiful Life» como segundo sencillo oficial del álbum. La canción de género dubstep es una adaptación y nueva versión actualizada de un tema de la banda sueca Ace of Base, Sara decidió realizar la versión ya que de niña esta era su canción favorita.
El 9 de agosto de 2012 finalmente estrena el video oficial del sencillo a través de su sitio web, y su canal de YouTube. El 27 de octubre de 2012 después de finalizar su XOTour Sara lanza «VIP» como tercer sencillo de su segundo trabajo discográfico, marcando así una transición en su carrera a un pop más maduro y a una imagen sexy y agresiva de la que ya venía trabajando, el sencillo contó con un excelente recibimiento crítico, la canción esta mejor estructurada que sus sencillos anteriores, pero no ha podido alcanzar el éxito de sus 2 primeros sencillos, el sencillo lo promocionaron en el programa de radio World Dance Music con el reconocido DJ de Los 40 Principales Luis López, y seguido del estreno de un vídeo con audio emitido por el presentador del canal MTV Latinoamérica, Gabo Ramos.

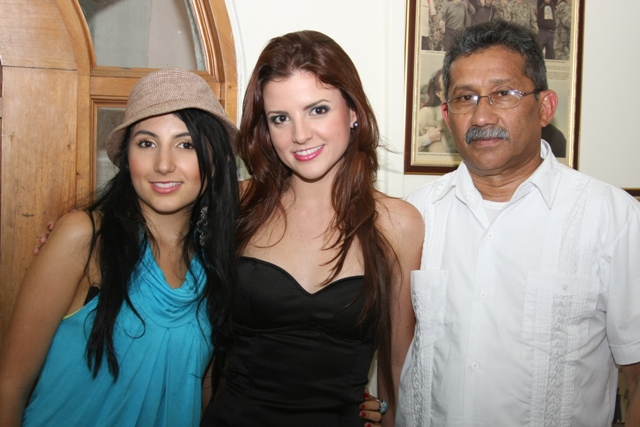
Tunes en Neiva, después de una entrevista en 2010.

El 21 de marzo de 2013 Freak Out! Company publicó que Sara Tunes cantaría el Himno Nacional de los Estados Unidos en el Estadio Red Bull Arena el 17 de abril del mismo año durante un partido de los New York Red Bulls contra Sporting KC (Kansas) para el campeonato de la MLS, es la primera vez que una cantante colombiana es escogida para cantar este himno, tiempo después, el 30 de abril de 2013, la misma compañía, por medio de un comunicado a los medios y fanáticos dio a conocer la noticia de que la artista cantaría en el Madison Square Garden en la ciudad de Nueva York el 10 de mayo del mismo año, evento que tuvo cabida a los artistas más influyentes del momento «The World's Most Famous Arena», Sara sería una de las artistas representantes de Colombia en presentarse en este lugar. El mismo escenario que ha visto pasar a artistas como Michael Jackson, Britney Spears, Rihanna y Lady Gaga. Pero el 12 de mayo fue publicado a través de su cuenta de Twitter y de su cuenta en Instagram que no presentaría allí por motivos de salud, al parecer la cantante sufrió una fuerte intoxicación días antes de la presentación por lo que no pudo presentar su show, y miles de fanáticos se quedaron a la espera del lanzamiento oficial de su sencillo «Blame On Me»
El 7 de junio de 2013 lanza «Blame on Me». La canción fue compuesta en su totalidad por ella misma y está escrita completamente en inglés, al igual que los sencillos oficiales anteriores del álbum, y producida por Fainal.
Durante la misma época, Sara anuncio a los medios de Comunicación que había sido contratada para grabar la Banda Sonora de una película norteamericana, que sería una versión moderna de la historia Hamlet de William Shakespeare, y el 2 de septiembre de 2013, puso en venta en las tiendas de música virtuales el sencillo «Valentine's Day (From "Hamlet")» lanzado solo en Estados Unidos como futuro primer sencillo de la banda sonora de la cinta y como primer sencillo promocional del álbum, ya que sería incluido dentro de él.
Posteriormente Tunes lanza como segundo sencillo promocional la canción Do You Believe In Love que cuenta con la colaboración de Fainal, El sencillo fue incluido dentro del cuarto álbum de estudio de Fainal, titulado "An. Rom", y fue lanzado solamente en Estados Unidos y Colombia, de modo Airplay. El video musical del sencillo fue lanzado a través de YouTube en la cuenta de la cantante el 4 de mayo del mismo año.
Luego Sara Tunes anuncio a través de su página de Facebook que estaba tomando un reseso en su carrera, ya que estaba trabajando en un género diferente al pop y dance, y se estaba adentrando en elhouse y la electrónica, y que durante algún tiempo estarían escuchando algunas colaboraciones y versus ya que estaba prestando su voz para canciones de otros Dj's, pero que no iba a abandonar su carrera como solista Pop. Y así lanzó el sencillo BERETTA (YOLO), lanzado como segundo sencillo del álbum "An. Rom" de Fainal, donde Tunes es colaboradora junto con Dj Miller. Y luego colaboró en el sencillo I Don't Give A Fuck, Versus de Dani 3palacios con Fainal, donde nuevamente presto su voz, y fue lanzado como primer sencillo del 3palacios. Finalmente estreno su versus con Fainal, de la canción "Passion Of Goal" como Soundrack de la World Cup 2014.
Estas tres canciones serían incluidas dentro del segundo álbum de estudio de la cantante.
El 26 de abril de 2015, lanza con colaboración de Fainal el sencillo y el vídeo de «Gracias a ti» en compañía de otros artistas, haciéndole una ofrenda a los soldados. Cuyo lanzamiento se hizo en forma de campaña mediática por medio de Redes Sociales posicionando un hashtag a nivel Nacional durante más de 5 horas el día de su lanzamiento en Colombia. Todo este movimiento creado por los artistas, producido por la empresa Freak Out! Company y dirigida por el productor audiovisual Colombiano Ányelo Style logró capturar la atención de algunas de las corporaciones gubernamentales más importantes del país e incluso el exvicepresidente de Colombia se unió a esta iniciativa dedicada al Ejército Colombiano.

## Vida personal e imagen pública
La cantante protagoniza una serie de internet sobre vivencias personales llamada My Diary, que se distribuye través su cuenta en YouTube. Sara también ha demostrado el apoyo a la comunidad LGBT de Colombia, por lo que ha realizado conciertos en pro a esta comunidad.[cita requerida]
Durante la promoción de la canción «Do You Believe In Love» Tunes confirmó su relación con Fainal, un DJ que participó en la producción del segundo álbum de estudio de la cantante XOXO.

## Discografía
Álbumes de estudio
- 2010: Butterfly
- 2014: XOXO

## Premios y nominaciones
| Año  | Premio          | Trabajo      | Categoría                | Resultado | Ref.   |
| ---- | --------------- | ------------ | ------------------------ | --------- | ------ |
| 2010 | Premios Tv Fama | «Sara Tunes» | Mejor Artista Revelación | Ganadora  | [ 29 ] |
| 2010 | Premios Tv Fama | «Butterfly»  | Álbum del año            | Nominada  | [ 29 ] |
| 2010 | Premios Tv Fama | «Así te amo» | Vídeo del año            | Ganadora  | [ 29 ] |
| 2011 | Premios Shock   | «Tú»         | Mejor Artista Femenina   | Nominada  | [ 30 ] |

Otros reconocimientos
- Ganadora del tercer, octavo y noveno festival de la canción en inglés del colegio Santa María del Rosario
- Ganadora del concurso «Siembra» de la emisora de radio La Mega en Medellín